# Vlăhiţa
Vlăhița ( ( hør)) (ungarsk: Szentegyháza, ungarsk udtale: [ˈsɛntɛchaːzɒ]  ( hør), indtil 1899 Szentegyházas-Oláhfalu) er en by i distriktet Harghita i Rumænien. Den ligger i Székely Land, en etnokulturel region i det østlige Transsylvanien.
Byen har 6.468 (2021) indbyggere. Byen administrerer to landsbyer:
- Băile Homorod / Homoródfürdő
- Minele Lueta / Szentkeresztbánya

Det rumænske navn er af slavisk oprindelse og betyder "lille Vlach", mens det ungarske navn betyder "Helgenernes kirke".

## Beliggenhed
Byen er beliggende mellem Odorheiu Secuiesc og Miercurea-Ciuc. Den ligger i en  højde af  860 moh. hvilket gør den til den højest beliggende by i distriktet Harghita.